# Разинцев, Иван Акимович
Иван Акимович Разинцев (1 августа 1898, Кяхта, Российская империя — 12 мая 1965, Москва, СССР) — советский военачальник, генерал-майор артиллерии (04.08.1942).

## Биография
Родился 1 августа 1898 года в городе Кяхта, ныне в Бурятии. Русский. Окончил Троицкосавское Алексеевское реальное училище.
В РККА с 18 апреля 1918 года, принимал участие в Гражданской войне на Дальнем Востоке, служил на рядовых и командно-начальствующих должностях. Член РКП(б) с 1918 года. После войны продолжил службу в армии. За отличия в воинской службе в 1938 году был награждён орденом Красного Знамени. Участник Советско-финской войны. В феврале 1941 года полковник Разинцев был назначен начальником артиллерии вновь сформированного 12-го механизированного корпуса в Прибалтийском особом военном округе.
С началом Великой Отечественной войны в прежней должности принимает участие приграничном сражении в Литве и Латвии. После пленения командира корпуса генерал-майора Н. М. Шестопалова исполнял должность командира 12-го механизированного корпуса 8-й армии Северо-Западного фронта. К 12 июля 1941 года остатки корпуса окончательно выведены из боёв, сосредоточились в районе восстановления: Веретье, Красные Станки, Прилуки, Эстьяны. 25 августа 1941 года управление корпуса официально расформировано, а Разинцев назначен заместителем начальника артиллерии по артиллерийскому снабжению Северо-Западного фронта.
На заключительном этапе войны генерал-майор Разинцев назначается командующим артиллерией 49-й армии. С 24 апреля 1944 года артиллерия армии под его командованием вела боевые действия в составе 2-го Белорусского фронта. Летом приняла участие в операции «Багратион». Принимал участие в Могилёвской операции в которой армия прорвала оборону противника, форсировала реки Бася, Реста и Днепр и во взаимодействии с 50-й армией 28 июня освободила Могилёв. За что Разинцев был награждён орденом Суворова II степени.
Вскоре командуя артиллерией армии принял участие в Минской операции. В ходе Белостокской операции, наряду с другими армиями, 49-я армия прорвала оборону противника на рубеже Гродно — Свислочь. 24 июля освободила польский город Соколка и к исходу 27 июля вышла в район севернее и западнее этого города. В ходе Ломжа-Ружанской наступательной операции 15 сентября армия вышла к реке Нарев в районе города Ломжа, где перешла к обороне. В январе 1945 года 49-я армия приняла участие в Восточно-Прусской, в феврале—марте — в Восточно-Померанской операциях, в ходе последней 21 февраля армия освободила город Черск, 8 марта — город Берент (Косьцежина), а 30 марта, во взаимодействии со 2-й ударной, 65-й и 70-й армиями, овладела городом и крепостью Данциг (Гданьск). Боевой путь 49-я армия завершила в ходе Берлинской наступательной операции, когда армия вела наступление в составе главной ударной группы фронта на её левом фланге. К концу операции армия вышла на Эльбу в районе Людвигслюста, где встретилась со 2-й британской армией. За успешный штурм города Данциг и форсирование реки Одер, Разинцев был награждён орденом Богдана Хмельницкого I степени.
За время войны генерал Разинцев был десять раз упомянут в благодарственных в приказах Верховного Главнокомандующего.
После войны был назначен командующим артиллерией Горьковского военного округа, после расформирования округа вступил в должность заместителя командующего артиллерией Московского военного округа, затем переведён в Закавказский военный округ на должность командующего артиллерией округа. Был командирован в КНДР, принимал участие в Корейской войне, за что был награждён орденом Красного Знамени и корейским орденом Свободы и Независимости I степени. С 1953 года - начальник 1-го Московского артиллерийского подготовительного училища. С 1955 года - заместитель начальника Управления ремонта и снабжения артиллерийским вооружением (УРСАВ) ГАУ ВС СССР.
Скончался 12 мая 1965 года. Похоронен на Введенском кладбище в городе Москве.

## Награды
СССР
- орден Ленина (21 февраля 1945)[7][8]
- четыре ордена Красного Знамени (22 февраля 1938[9], 3 ноября 1944[8][10], 15 ноября 1950[8][11], 25 сентября 1952[9])
- орден Богдана Хмельницкого I степени (29 мая 1945[12] или 31 мая 1945) — за умелое и мужественное руководство боевыми операциями и за достигнутые в результате этих операций успехи в боях с немецко-фашистскими захватчиками[13]
- орден Суворова II степени (3 августа 1944)[14]
- орден Красной Звезды (6 ноября 1941)[15]
  - медали в том числе:
  - «XX лет Рабоче-Крестьянской Красной Армии» (1938)[14].
  - «За победу над Германией в Великой Отечественной войне 1941—1945 гг.» (1945)[9]
  - «За взятие Кёнигсберга» (1945)[9]

Приказы (благодарности) Верховного Главнокомандующего в которых отмечен И. А. Разинцев.
- За форсирование реки Проня западнее города Мстиславль, прорыв сильно укреплённой обороны немцев, овладение районным центром Могилёвской области — городом Чаусы и освобождение более 200 других населённых пунктов, среди которых Черневка, Ждановичи, Хоньковичи, Будино, Васьковичи, Темривичи и Бординичи. 25 июня 1944 года № 117.
- За форсирование реки Днепр и за освобождение крупного областного центра Белоруссии города Могилёв — оперативно важного узла обороны немцев на минском направлении, а также за овладение городами Шклов и Быхов. 28 июня 1944 года № 122
- За освобождение города и крепости Ломжа — важного опорного пункта обороны немцев на реке Нарев. 13 сентября 1944 года № 186
- За овладение городом Черск — важным узлом коммуникаций и сильным опорным пунктом обороны немцев в северо-западной части Польши. 21 февраля 1945 года. № 283
- За овладение городами Бытув (Бютов) и Косьцежина (Берент) — важными узлами железных и шоссейных дорог и сильными опорными пунктами обороны немцев на путях к Данцигу. 8 марта 1945 года. № 296
- За овладение важными узлами железных и шоссейных дорог — городами Лауенбург и Картузы (Картхауз). 10 марта 1945 года. № 298
- За овладение городом и крепостью Гданьск (Данциг) — важнейшим портом и первоклассной военно-морской базой немцев на Балтийском море. 30 марта 1945 года. № 319.
- За овладение городами Грайфсвальд, Трептов, Нойштрелитц, Фюрстенберг, Гранзее — важными узлами дорог в северо-западной части Померании и в Мекленбурге. 30 апреля 1945 года. № 352
- За овладение городами Штральзунд, Гриммен, Деммин, Мальхин, Варен, Везенберг — важными узлами дорог и сильными опорными пунктами обороны немцев. 1 мая 1945 года. № 354
- За овладение городами Барт, Бад-Доберан, Нойбуков, Варин, Виттенберге и за соединение на линии Висмар — Виттенберге с союзными нам английскими войсками. 3 мая 1945 года. № 360

Других государств
- орден Свободы и Независимости I степени (15 октября 1951, КНДР)[16]
- медаль «Китайско-советской дружбы» (КНР)